# Ле-Мениль-Робер
Ле-Мени́ль-Робе́р (фр. Le Mesnil-Robert) — коммуна во Франции, находится в регионе Нижняя Нормандия. Департамент коммуны — Кальвадос. Входит в состав кантона Сен-Севе-Кальвадос. Округ коммуны — Вир.
Код INSEE коммуны — 14424.

## Население
Население коммуны на 2010 год составляло 203 человека.
| 1962 | 1968 | 1975 | 1982 | 1990 | 1999 | 2010 |
| ---- | ---- | ---- | ---- | ---- | ---- | ---- |
| 171  | 161  | 151  | 133  | 146  | 158  | 203  |

## Экономика
В 2010 году среди 118 человек трудоспособного возраста (15—64 лет) 89 были экономически активными, 29 — неактивными (показатель активности — 75,4 %, в 1999 году было 73,2 %). Из 89 активных жителей работали 81 человек (39 мужчин и 42 женщины), безработных было 8 (3 мужчин и 5 женщин). Среди 29 неактивных 10 человек были учениками или студентами, 13 — пенсионерами, 6 были неактивными по другим причинам.